# Orellana la Vieja
Orellana la Vieja és un municipi de la província de Badajoz, a la comunitat autònoma d'Extremadura. El poble es troba agermanat, des del 24 de setembre de 2005, amb el municipi mallorquí de Felanitx, ja que bona part de la seva població va emigrar a aquest poble de Mallorca durant els anys 60 del segle xx.

## Fills il·lustres
- Esteban Sánchez Herrero (1934-1997 pianista i pedagog musical.